# Ardisia sinuata
Ardisia sinuata är en viveväxtart som beskrevs av George King och Gamble. Ardisia sinuata ingår i släktet Ardisia och familjen viveväxter. Inga underarter finns listade i Catalogue of Life.